# Альберс, Ханс
Ханс Филипп Август Альберс (нем. Hans Philipp August Albers; 22 сентября 1891, Гамбург — 24 июля 1960, Берг) — известный немецкий актёр театра и кино и эстрадный певец первой половины XX века.

## Биография
Родился в семье мясника в гамбургском районе Санкт-Георг, был младшим из 6 детей. После окончания реального училища в родном городе учился на торговца, затем работал по этой специальности во Франкфурте-на-Майне, в фирме, торговавшей шёлком.
Театральная карьера его началась во франкфуртском «Новом театре». При финансовой поддержке матери юноша брал частные уроки театрального мастерства.
В 1915 году, во время Первой мировой войны, был мобилизован и отправлен на Западный фронт. В боях был тяжело ранен в ногу, однако от предложенной ампутации категорически отказался. После окончания войны играл на сцене различных берлинских театров и в «Метрополь-театре», в первую очередь, в комедийных ролях. Первым его крупным успехом стала роль Густава Тунихтгута (Густава Никчёмного) в спектакле по пьесе «Преступник» Фердинанда Брукнера. Учителем и покровителем молодого Альберса был актёр Ойген Бург.
Снявшись к 1929 году в более чем 100 немых фильмах, Альберс сыграл в первом немецком звуковом фильме «Ночь принадлежит нам», а вскоре после этого — вместе с Марлен Дитрих — в знаменитом Голубом ангеле. Роль Мазеппы в этом фильме осталась его единственной ролью второго плана в звуковом кино. В 1930 году он сыграл в комедии режиссёра Карла Фрёлиха «Ханс на всех переулках». В начале 1930-х годов, помимо киносъёмок таких успешных фильмов, как «Бомбы на Монте-Карло» (1931) и «F.P.1 не отвечает» (1932), вновь много играл в театре.
Большим успехом, начиная с 1930-х годов, пользовались выступления Альберса с эстрадными песнями. Исполняя их, он изображал себя то бретёром (Flieger, grüß’ mir die Sonne), то моряком (Der Wind und das Meer), то изящным кавалером (Komm auf die Schaukel, Luise).
После прихода в 1933 году к власти в Германии национал-социалистов Альберс вынужден был официально расстаться со своей подругой-еврейкой, актрисой Ханси Бург, дочерью своего учителя Ойгена Бурга, однако фактически продолжал с ней совместную жизнь на купленной в 1933 году вилле у озера Штарнбергер-Зе в Верхней Баварии. Зная об опасности, грозящей Ханси в Германии, Альберс сумел переправить её в 1939 году через Швейцарию в Англию. В 1946 году Ханси вернулась в Германию к Альберсу и оставалась с ним вплоть до его смерти в 1960 году. Сам актёр никогда официально не был женат и детей не имел.
Отношение Альберса к национал-социалистическому режиму было двойственным. С одной стороны, он дистанцировался от политических мероприятий НСДАП и старался по возможности избегать контактов с высокопоставленными деятелями нацистской Германии; под благовидным предлогом он сумел избежать награждения одной из кинопремий, вручаемой лично Йозефом Геббельсом. С другой стороны, это не мешало ему получать весьма высокие гонорары от нацистов за снятые — в том числе и пропагандистские — фильмы с его участием, например, «Беженцы» (1933), «Палачи, женщины и солдаты» (1935), «Карл Петерс» (1941, постановка также Альберса). В 1943 году, к 25-летию киностудии UFA, на экраны рейха вышел художественный фильм «Мюнхгаузен» с Альберсом в заглавной роли, имевший ошеломляющий успех. 
В 1944 году Ханс Альберс был включён в «список богоизбранных» артистов фюрера, т. н. Gottbegnadeten-Liste (в раздел «Актёры»).
Незадолго до окончания Второй мировой войны снимался в цветном детективном фильме «Шива и цветок виселицы» Ханса Штайнхофа, производстводство которого было перенесено в Прагу. Съёмки были прерваны восстанием горожан против немецких властей и приближением частей Красной армии. Съёмочной группе пришлось срочно бежать на Запад. Сам Штайнхоф погиб в самолёте, сбитом на немецкой территории (его фильм был завершён лишь в 1992 году). 
С 1947 года Альберс продолжил сниматься в кино, в том числе совместно с Хайнцем Рюманом («В полпервого ночи на Репербане», 1954). Большим успехом стала также экранизация романа Герхарта Гауптмана «Перед закатом» (1956). Последний фильм, снятый с его участием, вышел на экраны в 1960 году под названием «Нет такого чистого ангела». При этом он завершался словами Альберса: «Это конец».
В 1950-е годы у Альберса обострились проблемы со здоровьем и алкоголизмом. В 1960 году во время одного из выступлений актёр потерял сознание, врачи обнаружили у него многочисленные внутренние кровотечения. Скончался Альберс через 3 месяца в санатории на берегу озера Штарнбергер-Зее.

## Фильмография
- 1915: Jahreszeiten des Lebens
- 1917: Die Tochter der Gräfin Stachowska
- 1918: Der Mut zur Sünde
- 1918: Liebe und Leben
- 1918: Leuchtende Punkte
- 1918: Halkas Gelöbnis
- 1918: Проклятие Нури / Der Fluch des Nuri
- 1919: Aus eines Mannes Mädchenjahren
- 1920: Das Grand Hotel Babylon
- 1920: Die 999. Nacht
- 1922: Der böse Geist Lumpaci Vagabundus
- 1922: Menschenopfer
- 1922: Лжедмитрий / Der falsche Dimitri
- 1923: Irene d’Or
- 1923: Fräulein Raffke
- 1923: Inge Larsen
- 1924: Das Testament des Joe Sivers / Ive Sievers
- 1925: Ein Sommernachtstraum
- 1925: Der König und das kleine Mädchen
- 1925: Vorderhaus und Hinterhaus
- 1925: Das Mädchen mit der Protektion
- 1926: Es blasen die Trompeten / Husarenliebe
- 1926: Die Gesunkenen
- 1926: Der Mann aus dem Jenseits,
- 1926: An der schönen blauen Donau
- 1926: Nur eine Tänzerin
- 1926: Die Warenhausprinzessin
- 1926: Die versunkene Flotte
- 1927: En perfekt gentleman
- 1927: Die Frau, die nicht nein sagen kann
- 1927: Современная Дюбарри / Eine Dubarry von heute
- 1927: Die Villa im Tiergarten
- 1927: Primanerliebe
- 1927: Üb' immer Treu' und Redlichkei
- 1927: Der goldene Abgrund / Schiffbrüchige des Lebens
- 1928: Frauenarzt Dr. Schäfer
- 1928: Herr Meister und Frau Meisterin
- 1928: Saxophon-Susi
- 1928: Weib in Flammen
- 1929: Красный круг — Der rote Kreis
- 1929: Асфальт — Asphalt
- 1929: Mascottchen
- 1929: Vererbte Triebe: Der Kampf ums neue Geschlecht / Erbsünde
- 1929: Drei machen ihr Glück / Teure Heimat
- 1929: Die Nacht gehört uns
- 1930: Голубой ангел / Der blaue Engel
- 1930: Der Greifer
- 1930: Hans in allen Gassen
- 1931: Drei Tage Liebe
- 1931: Бомбы над Монте-Карло / Bomben auf Monte Carlo
- 1931: Der Draufgänger
- 1932: Der weiße Dämon / Das Rauschgift
- 1932: Der Sieger
- 1932: Monte Carlo Madness
- 1932: Quick
- 1932: Ф. П.1 не отвечает / F.P.1 antwortet nicht
- 1933: Heut kommt’s drauf an
- 1933: Ein gewisser Herr Gran
- 1933: Беженцы / Flüchtlinge — Арнет
- 1934: Золото / Gold
- 1934: Пер Гюнт / Peer Gynt
- 1935: Henker, Frauen und Soldaten
- 1935: Varieté
- 1936: Холодная кровь / Unter heißem Himmel
- 1936: Savoy-Hotel 217
- 1937: Die gelbe Flagge
- 1937: Человек, который был Шерлоком Холмсом / Der Mann, der Sherlock Holmes war
- 1938: Fahrendes Volk
- 1938: Sergeant Berry
- 1939: Wasser für Canitoga
- 1939: Ein Mann auf Abwegen
- 1940: Пандур Тренк / Trenck, der Pandur
- 1941: Карл Петерс / Carl Peters — Карл Петерс
- 1943: Мюнхгаузен / Münchhausen — Мюнхгаузен
- 1944: Улица Большая Свобода, 7 / Große Freiheit Nr. 7
- 1945: Shiva und die Galgenblume
- 1947: …und über uns der Himmel
- 1950: Föhn / Sturm in der Ostwand
- 1950: Vom Teufel gejagt
- 1951: Blaubart
- 1952: Nachts auf den Straßen
- 1953: Jonny rettet Nebrador
- 1953: Käpt’n Bay-Bay
- 1954: An jedem Finger zehn
- 1954: На Реепербане ночью, в половине первого / Auf der Reeperbahn nachts um halb eins
- 1955: Последний человек / Der letzte Mann
- 1956: Перед заходом солнца / Vor Sonnenuntergang
- 1957: Die Verlobten des Todes
- 1957: Der tolle Bomberg
- 1957: Das Herz von St. Pauli
- 1958: Der Greifer
- 1958: Der Mann im Strom
- 1958: 13 kleine Esel und der Sonnenhof
- 1960: Kein Engel ist so rein

## Наиболее популярные песни Х. Альберса
- 1932 — Hoppla, jetzt komm’ ich
- 1932 — Flieger, grüß’ mir die Sonne
- 1936 — Auf der Reeperbahn nachts um halb eins
- 1938 — Good-bye Johnny
- 1944/45 — Der Wind und das Meer
- 1944/45 — La Paloma
- 1952 — Nimm mich mit, Kapitän, auf die Reise

## Награды
- «Золотой медведь» на международном Берлинском кинофестивале (1956) — как лучший исполнитель главной мужской роли (в фильме Перед закатом).
- Большой крест ордена «За заслуги перед Федеративной Республикой Германия» (23 июня 1960) — награждён лично президентом ФРГ Генрихом Любке.